# Brenta (métro de Milan)
Pour les articles homonymes, voir Brenta.
Brenta est une station de la ligne 3 du métro de Milan, située viale Brenta.